# Марія Ганкель
Марія Ганкель (нім. Marie Hankel; 2 лютого 1844, Шверін — 15 грудня 1929, Дрезден) — перша поетеса мовою есперанто.

## Біографія
Марія Ганкель вивчила мову есперанто у віці 61 року й активно долучилася до есперанто-руху. У 1908 році вона стала співорганізаторкою Всесвітнього конгресу есперантистів у Дрездені. У 1909 році на літературному конкурсі, проведеному в рамках наступного Всесвітнього конгресу есперантистів у Барселоні, Марія виборола перший приз за власний вірш «Символ любові» (La simbolo de l'amo). Надалі — крім літературної діяльності — Ганкель до самої смерті керувала дрезденським есперанто-клубом. Також 1911 року вона організувала Союз письменників-есперантистів, першим головою якого вона й стала.

## Творчість
Ганкель у своїх віршах висловлювала ідеалістичні тенденції есперантизму довоєнного часу. Головним зібранням її творів стала збірка віршів і оповідань «Піщинки» (Sableroj, 1911).